# Laurel Hester
Laurel Anne Hester (15 de agosto de 1956 – 18 de fevereiro de 2006) foi uma tenente da polícia do Ministério Público de Condado de Ocean, Nova Jérsei, que chamou a atenção nacional com seu apelo no leito de morte para a extensão dos benefícios de pensão ao sua parceira doméstica. Sua batalha foi exibida em Freeheld (2007), vencedor do Oscar de melhor documentário de curta-metragem, e no longa-metragem homônimo (2015), em que Hester é interpretada por Julianne Moore.

## Juventude
Laurel Anne Hester nasceu em Elgin, Illinois, e cresceu em Florham Park, filha de Diana (1922–1995) e George Hester (1919–1992). Ela tem dois irmãos, George II e James, e uma irmã, a corretora imobiliária Lynda (Hester) D'Orio. Hester percebeu que era lésbica ainda jovem. Embora ela se aceitasse, às vezes sua orientação sexual a fazia sentir-se isolada. Quando criança, sua família costumava passar o verão em Jersey Shore e, mais tarde, Hester voltava a trabalhar na região.

## Educação
Depois de se formar em 1974 na Hanover Park High School em East Hanover Township, Nova Jérsei, Hester obteve o diploma de bacharel em justiça criminal e psicologia pela Stockton State College, hoje Universidade de Stockton. Enquanto estava na escola, ela foi membro fundador e co-coordenadora do clube estudantil Gay People's Alliance, o primeiro grupo LGBT no campus de Stockton. Junto com Kevin M. Cathcart, Hester atuou como co-presidente, mas usou um pseudônimo para que ninguém fora do grupo soubesse que ela era lésbica. Seu papel neste grupo de estudantes foi divulgado em novembro de 1975, em uma carta ao editor do The Argo intitulada Gay's rebuttal, que mais tarde resultou na perda de um estágio no departamento de polícia. Ela continuaria a escrever artigos defendendo os direitos LGBT para The Argo até sua formatura em 1977.

## Carreira
Sua primeira posição na aplicação da lei foi em North Wildwood, Nova Jérsei. Depois de dois verões trabalhando como oficial sazonal, ela foi informada de que não seria contratada para um terceiro porque era lésbica. Ela foi então contratada em Condado de Ocean, Nova Jérsei, como policial. Hester passou 23 anos lá, tornando-se detetive na promotoria de Condado de Ocean, onde trabalhou em diversos casos. Ela foi uma das primeiras mulheres a alcançar o posto de tenente em seu departamento e era muito respeitada por seus colegas oficiais.

## Relacionamento
Em 1999, Hester conheceu Stacie Andree em uma partida de vôlei na Filadélfia. Hester era 19 anos mais velha que Andree e as duas logo se apaixonaram. Eles acabaram comprando uma casa juntos em Point Pleasant, Nova Jérsei, e registraram sua parceria doméstica em 28 de outubro de 2004. Na época, o casamento entre pessoas do mesmo sexo não era legal nos Estados Unidos.

## Doença e morte
Hester era detetive na promotoria de Condado de Ocean quando foi diagnosticada com câncer de pulmão que se espalhava rapidamente. Ela faleceu em 18 de fevereiro de 2006, aos 49 anos, na casa que dividia com sua companheira, Stacie Andree.

## Freeheld
O câncer de Laurel Hester gerou metástase, espalhou-se para seu cérebro e ficou claro que ela tinha pouco tempo de vida. Hester morava e era proprietária de uma casa com sua companheira doméstica registrada, Stacie Andree, que não teria condições de arcar com o pagamento da hipoteca após a morte de Hester. Um heterossexual casado com anos de serviço policial de Hester poderia repassar os benefícios da pensão ao cônjuge, mas esse privilégio não era concedido a parceiros domésticos do mesmo sexo no Condado de Ocean.
Hester apelou às autoridades locais para mudarem esta política e foi apoiada pela Associação Beneficente aos Policiais local. Em vez disso, em uma reunião privada em 9 de novembro de 2005, os cinco membros republicanos do conselho municipal de proprietários escolhidos votaram contra a proposta, com o proprietário John P. Kelly argumentando que ela ameaçava "a santidade do casamento". Em 23 de novembro, uma manifestação de 100 a 200 apoiadores se reuniu para protestar contra a inação do condado.
Em 18 de janeiro de 2006, um apelo apaixonado gravado em vídeo por uma enfraquecida Hester de sua cama de hospital foi mostrado em uma reunião dos proprietários independentes, que então se reuniram com os líderes republicanos do condado em uma teleconferência em 20 de janeiro. No dia seguinte, os proprietários independentes anunciaram que iriam inverter a sua posição e que se reuniriam no dia 25 de janeiro para estender os benefícios de pensão aos parceiros domésticos registados, três semanas antes da morte de Hester.

## Homenagens
A batalha de Hester pelos benefícios previdenciários foi mostrada em Freeheld (2007), vencedor do Oscar de Melhor Documentário (Curta) e no longa-metragem Freeheld (2015), em que Hester é interpretada por Julianne Moore e Andree é interpretada por Elliot Page.
A Fundação LEAGUE, que fornece recursos financeiros para alunos do ensino médio LGBT americanos que ingressam no primeiro ano em instituições de ensino superior, concede anualmente a bolsa Laurel Hester Memorial Scholarship desde 2006.
A Gay Officers Action League (GOAL) de Nova Iorque concede o Laurel Hester Award.
Em fevereiro de 2016, o Conselho de Curadores da Universidade de Stockton apresentou o estatuto original da GPU (do qual Hester co-fundou) ao seu renomeado clube estudantil, Pride Alliance. Este documento histórico emoldurado está agora no Centro de Mulheres, Gênero e Sexualidade da Universidade de Stockton para que todos possam visitá-lo.